# Bonaventura Cerretti
Bonaventura Cerretti (Orvieto, 17 giugno 1872 – Roma, 8 maggio 1933) è stato un cardinale e arcivescovo cattolico italiano, prefetto del Supremo tribunale della Segnatura apostolica e cardinale vescovo di Velletri.

## Biografia
Nacque a Orvieto, presso la frazione di Bardano, il 17 giugno 1872.
Papa Pio XI lo elevò al rango di cardinale nel concistoro del 14 dicembre 1925.
Morì l'8 maggio 1933 all'età di 60 anni.

## Genealogia episcopale e successione apostolica
La genealogia episcopale è:
- Cardinale Scipione Rebiba
- Cardinale Giulio Antonio Santori
- Cardinale Girolamo Bernerio, O.P.
- Arcivescovo Galeazzo Sanvitale
- Cardinale Ludovico Ludovisi
- Cardinale Luigi Caetani
- Cardinale Ulderico Carpegna
- Cardinale Paluzzo Paluzzi Altieri degli Albertoni
- Papa Benedetto XIII
- Papa Benedetto XIV
- Papa Clemente XIII
- Cardinale Bernardino Giraud
- Cardinale Alessandro Mattei
- Cardinale Pietro Francesco Galleffi
- Cardinale Giacomo Filippo Fransoni
- Cardinale Carlo Sacconi
- Cardinale Edward Henry Howard
- Cardinale Mariano Rampolla del Tindaro
- Cardinale Rafael Merry del Val
- Cardinale Bonaventura Cerretti

La successione apostolica è:
- Vescovo Matthew Joseph Brodie (1916)
- Arcivescovo Giovanni Maria Emilio Castellani, O.F.M. (1929)